# Lifer
Lifer – amerykański zespół rockowy, założony w 1999 roku, przez wokalistę Nicka Coyle’a, gitarzystę Aarona Finka, basistę Marka Jamesa Klepaskiego, oraz perkusistę Chrisa Lightcapa.
Początkowo grali jako kwartet, lecz w 2000 roku dołączył do nich DJ Tony Kruszka.
Wydali jeden minialbum (jako „Strangers with Candy”) pt. No need oraz długogrający album pt. Lifer. W 2001 roku Aaron Fink i Mark James Klepaski, zdecydowali się dołączyć do zespołu Breaking Benjamin, pochodzącego z tego samego miasta, po czym Lifer zakończył swoją działalność.
W 2018 roku Nick Coyle, Aaron Fink, Tony Kruszka i basista Mike Morgan, postanowili przywrócić działalność zespołu, a w 2020 roku wydali pierwszą od 18 lat piosenkę pt. The Start of Something Else.
Zespół charakteryzuje się m.in. mocną grą gitar oraz ciężkimi rytmami. Ich styl określa się jako metal alternatywny, oraz Nu metal.

## Historia

### Początki (1999)
W 1999 roku wokalista Nick Coyle wraz z resztą zespołu Breaking Benjamin (Ben Burnley opuścił grupę i wyjechał do Kalifornii) założył zespół Strangers With Candy. Oprócz Nicka Coyle’a w skład zespołu wchodzili gitarzysta Aaron Fink, basista Nick Hoover i perkusista Chris Lightcap. Ich pierwszy koncert odbył się w marcu tego samego roku w małym barze w Northumberland. Początkowo grali covery takich zespołów jak Limp Bizkit, Deftones czy Tool. Pod koniec czerwca Nicka Hoovera zastąpił basista Mark James Klepaski z George Wesley Band grający reggae, a później dołączył DJ Tony Kruszka. W 1999 roku zespół wziął udział w konkursie MTV Ultimate Cover Band. Wygrali konkurs, dzięki czemu stał się on bardziej popularny w Stanach Zjednoczonych. Nick Coyle wspominał:
Nasze życie zmieniło się z dnia na dzień. Nasze skrzynki e-mail zaczęły eksplodować, a ludzie z całych stanów, pisali do nas i mówili „Widzieliśmy cię w MTV i kochamy cię”. To było trochę zabawne, wiele młodych dziewczyn zakochało się w nas za zagranie 45 sekund utworu innego zespołu. Myśleliśmy sobie „O czym ty Mówisz?”.

### Po 2000 roku
W 2000 roku Strangers with Candy nagrali i wydali swoją pierwszą płytę, minialbum pt. No need. W tym samym roku zespół Strangers with Candy zmienił nazwę na Driver i zarejestrował się w Universal Music aby nagrać utwór Grandmaster Flasha White Lines na kompilację rapowych piosenek nagranych przez zespoły rockowe zatytułowaną Take a Bite Outta Rhyme. W 2001 roku Driver spotkał się z gitarzystą Rush, Alexem Lifesonem, aby nagrać nowy album. Po nagraniu albumu okazało się, że nazwę Driver posiada już inny zespół. Musieli ją zmienić. Zmienili ją na Lifer i skończyli nagrywać. Album zaczyna się od piosenki nazwanej "My Room". Większość piosenek takich jak "Ugly", "New", "Disbelief" czy "Blurred" to piosenki z metalowym stylem i pracą gramofonów. Piosenka "Boring" to rap-metalowa piosenka opowiadająca o separacji dwóch przyjaciół którzy dorastali ze sobą. Z kolei "Breathless" i "No need" to piosenki bardziej przyjazne dla radia, piosenka "Heave" jest inspirowana dokonaniami zespołu Pantera, a piosenka "Not like you", to piosenka opowiadająca o byciu innym. Zdecydowali, że pierwszym singlem będzie piosenka Boring, a później singiel został wydany i był puszczany nieprzerwanie przez dwa tygodnie w lokalnej rockowej stacji radiowej. Następnie ukazał się singiel Not Like You. W 2001 roku Aaron Fink i Mark James Klepaski przeszli do drugiego zespołu z tego samego miasta, Breaking Benjamin. Po tym wydarzeniu Lifer ostatecznie się rozpadł.

### Od 2018 r.
24 sierpnia 2018 Lifer zorganizował koncert. Trzech byłych członków zespołu ponownie założyło zespół. Wokalistą został Nick Coyle, gitarzystą Aaron Fink, perkusistą Tony Kruszka, a basistą Mike Morgan z zespołów The Drama Club i Pan.a.ce.a.
W 2020 roku wydali pierwszą od prawie 20 lat piosenkę zatytułowaną The Start of Something Else.

## Członkowie
- Nick Coyle – wokal prowadzący (1999–2002, 2010, od 2018)
- Aaron Fink – gitara prowadząca (1999–2002, 2010, od 2018)
- Mike Morgan – gitara basowa (od 2018)
- Tony Kruszka – perkusja (2010, od 2018), DJ (2000–2001)[11]

### Byli członkowie
- Mark James Klepaski – gitara basowa (1999–2001, 2010)
- Chris Lightcap – perkusja (1999–2002)
- Ian Wiseman – gitara basowa (2002)
- Derek Spencer – gitara prowadząca (2002)[11]

## Dyskografia

### Albumy studyjne
- Lifer (2001)

### EP
- No Need (2000)
- IV EP (2002)[11]

### Single
- Boring (2001)[12]
- Not Like You (2001)[8]
- The Start of Something Else (2020)[13]
- Born Again (2020)[14]
- Lightning in the Bottle[15]